# ميكي زوهار

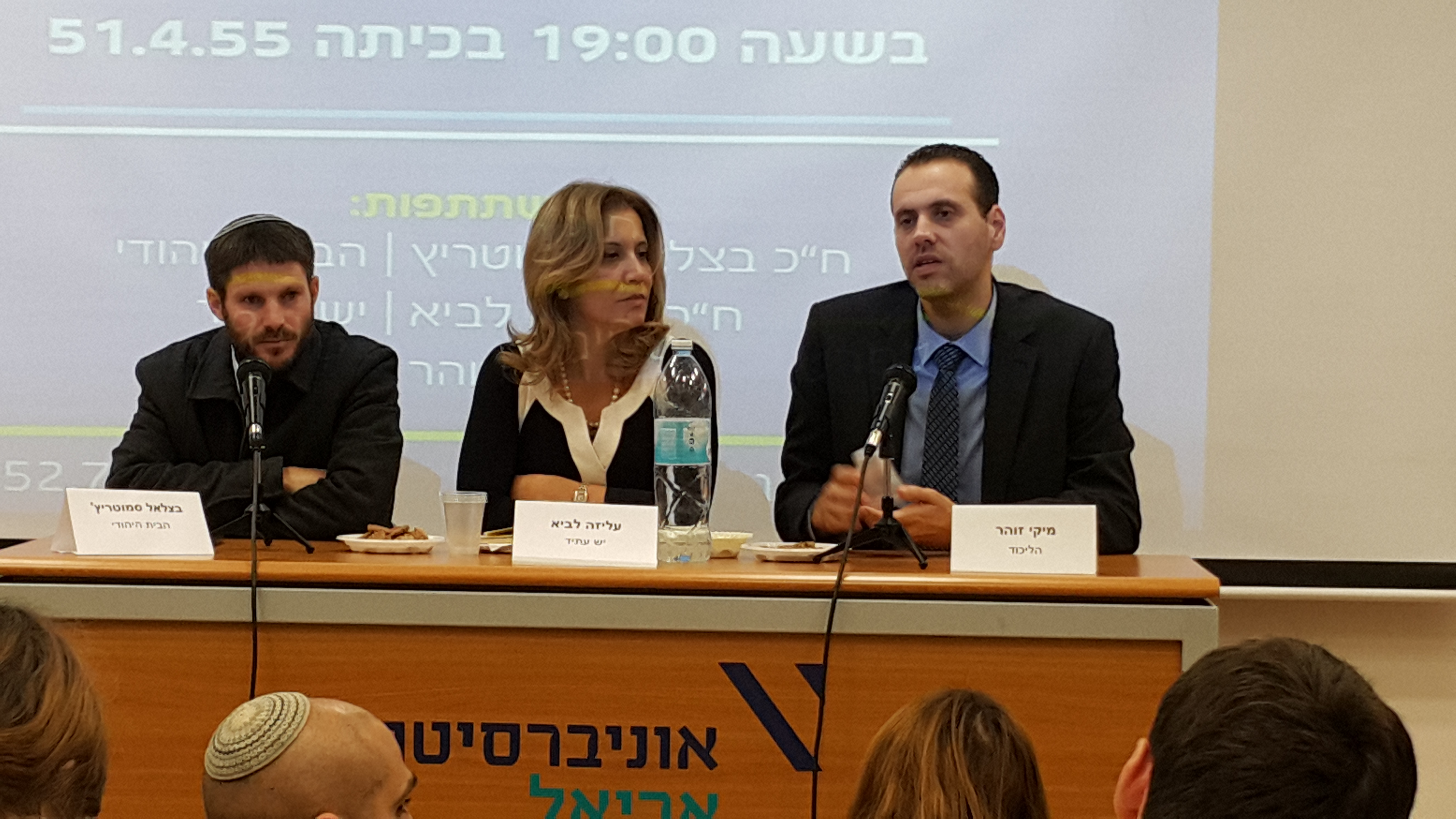
ميكي زوهار.

مخلوف (ميكي) زوهار (بالعبرية: מכלוף (מיקי) זוהר، من مواليد 28 مارس 1980) هو محام وسياسي إسرائيلي.